# فرودگاه بارارا
فرودگاه بارارا (به انگلیسی: Mbarara Airport) یک فرودگاه همگانی، غیرنظامی با کد یاتا MBQ است که یک باند فرود سنگفرش دارد و طول باند آن ۱۳۷۲ متر است. این فرودگاه در کشور اوگاندا قرار دارد و در ارتفاع ۱۴۰۲ متری از سطح دریا واقع شده‌است.